# Ashes (Sergio Sylvestre)
Ashes è un singolo del cantante statunitense Sergio Sylvestre, il secondo estratto dall'EP Big Boy e pubblicato il 22 luglio 2016.

## Tracce
1. Ashes (Plaster Hands Summer Mix) – 3:16
2. Ashes (Danilo Seclì Remix) – 2:54
3. Ashes (Danilo Seclì Extended Remix) – 5:00
4. Ashes – 2:59